# Sean (rappeur)
Pour les articles homonymes, voir Sean.
sean, de son vrai nom Elio, est un rappeur français né en 1998, originaire du 20ᵉ arrondissement de Paris, dans le quartier Gambetta.

## Biographie

### Enfance et débuts musicaux
Elio naît en 1998 dans le dynamique quartier Gambetta du 20ᵉ arrondissement de Paris. Ses premiers pas dans le monde du rap remontent à son adolescence, où il se lance spontanément dans le freestyle avec des amis. Originaire du 20ᵉ arrondissement parisien, sean garde un attachement particulier à sa ville natale (Paris).
Dès l'âge de 17 ans, sean entre de plain-pied dans le monde musical avec une approche authentique et spontanée. Son parcours musical est marqué par un mélange unique de mélancolie et de mélodies entrainantes, créant ainsi une identité artistique singulière.

### Carrière
Le véritable tournant de sa carrière intervient à l'âge de 17 ans avec l'enregistrement de son premier morceau, Souvenir, en collaboration avec son fidèle producteur Roodie. 

#### MP3+WAVetOmax(2019-2021)
En 2019, le single Mercutio issu son EP éponyme le propulse sur le devant de la scène rap française. L'enchaînement rapide avec la mixtape à moitié loup et l'EP MP3+WAV révèle une diversité musicale, témoignant de sa croissance artistique,,.
En 2021, sean marque un tournant significatif avec la sortie du single Omax accompagné d'un clip. Cette nouvelle étape de sa carrière révèle une facette plus lumineuse et positive, reflétant sa volonté de partager sa joie de vivre à travers sa musique,.

#### Restez PrinceetOù est passé Zeu Dog?(2022-2024)
En avril 2022, le rappeur parisien émérite, fait une entrée remarquée avec son dernier projet Restez Prince. À 23 ans, l'artiste offre une mixtape audacieuse, composée de treize morceaux imprégnés de storytelling, de spleen et d'une prose soigneusement ciselée. Ce nouvel opus, dépeint comme sa réalisation la plus ambitieuse à ce jour, s'inscrit dans la continuité de ses précédents projets,,,.
En mars 2024, il sort son projet Où est passé Zeu Dog ? avec une tracklist de 12 morceaux. Il part faire une tournée de 6 concerts pour promouvoir son projet.

## Style
L'évolution stylistique de sean est caractérisée par un passage de la mélancolie profonde à des mélodies plus lumineuses. De Mercutio explorant des thèmes personnels à la mixtape À moitié loup dévoilant des facettes variées, sean affiche une adaptabilité musicale et une assurance dans son style,.

## Influences
Les inspirations de sean demeurent ancrées dans ses émotions et expériences personnelles. Il puise dans la variété française, le reggaeton, tout en admirant des artistes tels qu'Alain Bashung, Ali Farka Touré, Stromae, ainsi que des figures contemporaines comme Future et PNL.

## Discographies

### Apparitions
2020 :
- S.Pri Noir - Juicy - Saison 999 (sur l'album Etat d'esprit)

2021 : 
- rad cartier - VT ZOOM VIII (sur l'album VT ZOOM)
- Costa - B&H (sur l'album FULL)
- Zinée - WGA (sur l'album Cobalt)
- Roseboy666 - Sourire menteur (sur l'album Prettiest Loser)
- Goya - Jumanji (sur l'EP Super Nova)

2022 :
- Yassin - Bigman (sur l'album Vue d'en bas)
- sean & Elyo - Prince (sur l'album du média 1863 Teahupoo)
- sean, Leith & Rounhaa - Alita (sur l'album du média Raplume Le vent se lèvera à l'Ouest)[15]

2023 : 
- Papa/Maman (sur l'album du média La Pépite Apollo: Mission Evangelion)

2024 : 
- Buddy-Buddy avec sean, Yumai & daisuke - oh!oh! - Remix (sur l'EP Doumo.)